# Corrals de Sallants
Els Corrals de Sallants són uns corrals ramaders del terme municipal de Tremp, a l'antic terme ribagorçà d'Espluga de Serra, al Pallars Jussà.
Estan situats a mitja costa meridional de la Serra de Sant Gervàs, sota -sud-sud-oest- l'ermita de Sant Gervàs. Es troben a l'esquerra del barranc de la Font de l'Hort, en el camí de pujada a Sant Gervàs.
És un grup de cinc corrals, actualment en desús i ruïnes.